# 圣乔瓦尼-卢帕托托
圣乔瓦尼-卢帕托托（義大利語：San Giovanni Lupatoto）是意大利威尼托大区维罗纳省的一个市镇。总面积18.94平方公里，人口23860人，人口密度1259.8人/平方公里（2009年）。国家统计（ISTAT）代码为023071。

## 友好城市
- 法國塞西内-帕里塞 1986年